# Estádio Plínio José de Souza
Estádio Plínio José de Souza – stadion piłkarski, w Senador Canedo, Goiás, Brazylia, na którym swoje mecze rozgrywa klub Agremiação Esportiva Canedense.